# Economia da Bahia
A economia da Bahia é composta por agropecuária, indústria, mineração, turismo e nos serviços. A Bahia responde por 36% do produto interno bruto (PIB) da Região Nordeste do Brasil e mais da metade das exportações dessa região. Dentre os estados brasileiros, conta com sexto maior PIB.

## Agropecuária

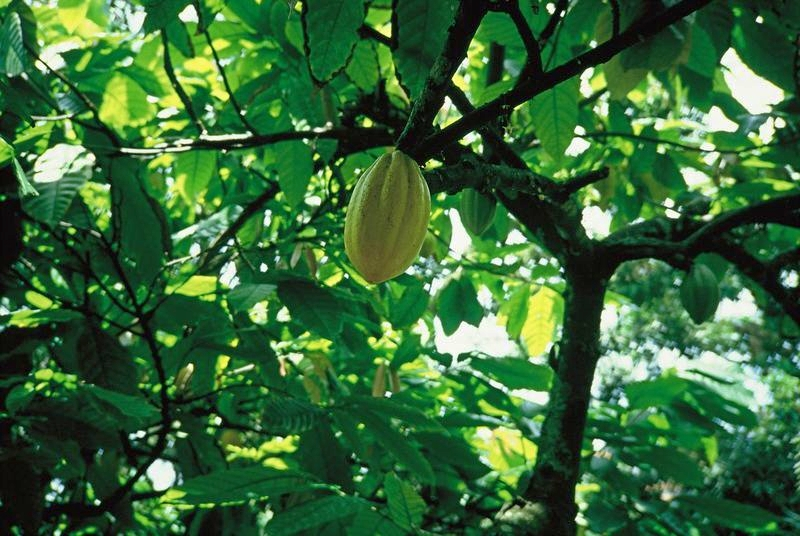
Cultivo de cacau em Ilhéus.

A Bahia é o primeiro produtor nacional de sisal, mamona, alguns tipos de frutas (amêndoa de cacau, cajarana, coco, fruta do conde ou pinha, graviola, umbu, jaca, licuri, manga e maracujá), feijão e mandioca, sendo os dois últimos mais voltados para a subsistência do que para a comercialização. A região de Ilhéus é uma das mais propícias áreas para o cultivo do cacau em todo o país. Tem uma produção razoavelmente significativa de milho (2,2 dos 82 milhões de toneladas produzidos no Brasil em 2018) e cana-de-açúcar (4,7 dos 672,8 milhões de toneladas produzidos no Brasil em 2018).
Fator prioritário da economia baiana, a pecuária bovina ocupa hoje o sexto lugar no País, enquanto a caprina e ovina registram atualmente os maiores números do setor em todo o Brasil. Em 2017, a Bahia concentrou 30,9% do efetivo de caprinos e 20,9% do rebanho de ovinos nacional. Casa Nova ficou com a primeira posição no ranking municipal com os maiores efetivos das duas espécies.
Além de ser um dos principais produtores de cacau, disputando com o Estado do Pará, é também o principal exportador de cacau no Brasil. Recentemente, o cultivo da soja e a rizicultura aumentaram substancialmente no oeste do Estado. A Bahia colheu 5,3 dos 120 milhões de toneladas de soja produzidos no Brasil em 2019.
A Bahia é o 2º maior produtor de algodão do Brasil, só perdendo para o Mato Grosso. Em 2019, colheu 1,5 milhão de toneladas do produto.
Em 2009, foi o segundo maior estado produtor (6,4 milhões de toneladas) e exportador (US$ 156,3 milhões) de frutas frescas. Destaque para três áreas promissoras: a produção de grãos no Oeste, a fruticultura no Vale do São Francisco e a indústria madeireira no Sul.

## Mineração
O estado da Bahia, com base em características de sua geologia, mantém posição de destaque em nível nacional, ocupando o 4º lugar na produção de bens minerais. A Bahia tem reservas consideráveis de minérios e de petróleo. A mineração baseia-se essencialmente no ouro, cobre, magnesita, cromita, sal-gema, barita, manganês, chumbo, cromo e óxido de magnésio.
Em 2013, a mineração foi afirmada como um setor promissor, com destaque para as atividades relacionadas ao minério de ferro em Caetité, à bauxita na região de Jaguaquara, sem falar da exploração de vanádio e tálio.

## Indústria
A indústria na Bahia tem forte participação econômica no Estado, voltada para os setores da química, petroquímica, agroindústria, informática, automobilística e suas peças.
As áreas de tecnologia da informação e comunicação, petróleo e gás; indústria naval e indústria de transformação plástica são três de sete promessas da economia baiana listadas em 2013, o que remete ao Polo de Informática de Ilhéus às bacias do petróleo (pré-sal), ao longo do litoral do Estado; os estaleiros Enseada do Paraguaçu, da Bahia e São Roque do Paraguaçu, e outras atividades desenvolvidas, principalmente, no Polo Industrial de Camaçari e entorno dos projetos de infraestrutura do Porto Sul e da Ferrovia de Integração Oeste-Leste.

## Turismo
A Bahia é um estado singular quando falamos de diversidade de paisagens e  de riqueza cultural. Com este conjunto de atrativos o Estado torna-se potencialmente detentor de um rico portfólio de possíveis produtos turísticos. Além da ilha de Itaparica e Morro de São Paulo, há um grande número de praias entre Ilhéus e Porto Seguro, na costa sudeste, no norte litoral da área de Salvador, esticando para a orla com Sergipe, transformou-se um destino turístico importante, o qual ficou conhecido como Linha Verde. A Costa do Sauípe contém um dos maiores hotéis-resorts em desenvolvimentos no Brasil.
Com o intuito de dinamizar a atividade turística no Estado, existe a Superintendência de Investimentos em Polos Turísticos (SUINVEST), a Superintendência de Desenvolvimento do Turismo (SUDETUR), vinculada à Secretaria da Cultura e Turismo Estado da Bahia (SCT-BA), além da Empresa de Turismo da Bahia S/A (BAHIATURSA).
Com o objetivo de definir ações necessárias ao desenvolvimento do turismo nacional e internacional e ordenar o espaço territorial, o Programa de Desenvolvimento Turístico da Bahia (PRODETUR/BA), administrado pela agência executiva responsável (SUINVEST), dividiu a Bahia em Zonas Turísticas identificadas por meio dos potenciais naturais, culturais e históricos.
Zonas turísticas:
- Zona turística da baía de Todos os Santos
- Zona turística da Costa dos Coqueiros
- Zona turística da Costa do Dendê
- Zona turística da Costa do Cacau
- Zona turística da Costa das Baleias
- Zona turística da Costa do Descobrimento
- Zona turística da Caminhos do Oeste
- Zona turística da Chapada Diamantina
- Zona turística da Lagos do São Francisco

## Mídia

### Televisão
As emissoras de TV existentes no Estado são:
- Transmitem a Rede Globo:
  - TV Bahia
  - TV Santa Cruz
  - TV São Francisco (cobre também a região de Petrolina, em Pernambuco)
  - TV Oeste
  - TV Subaé
  - TV Sudoeste
- Transmitem o SBT:
  - TV Aratu
  - TV Aratu Camaçari
- Transmitem a Rede Record:
  - TV Itapoan
  - TV Cabrália
- Transmitem a Rede Bandeirantes:
  - Band Bahia
- Transmitem a TV Cultura:
  - TVE Bahia
- Transmitem a CNT:
  - CNT Nordeste
- Transmitem a RIT Notícias:
  - TV Sul Bahia (cobre também a Grande São Paulo, em São Paulo)
- TV Salvador (emissora local de Salvador)
- TV Educadora Vitória da Conquista
- TV Camaçari
- TV Recon

### Jornais
Os principais jornais do estado são Correio da Bahia, A Tarde e Tribuna da Bahia.

### Rádio
Existem inúmeras rádios em todo o Estado.

## Regiões econômicas

### Região Metropolitana de Salvador

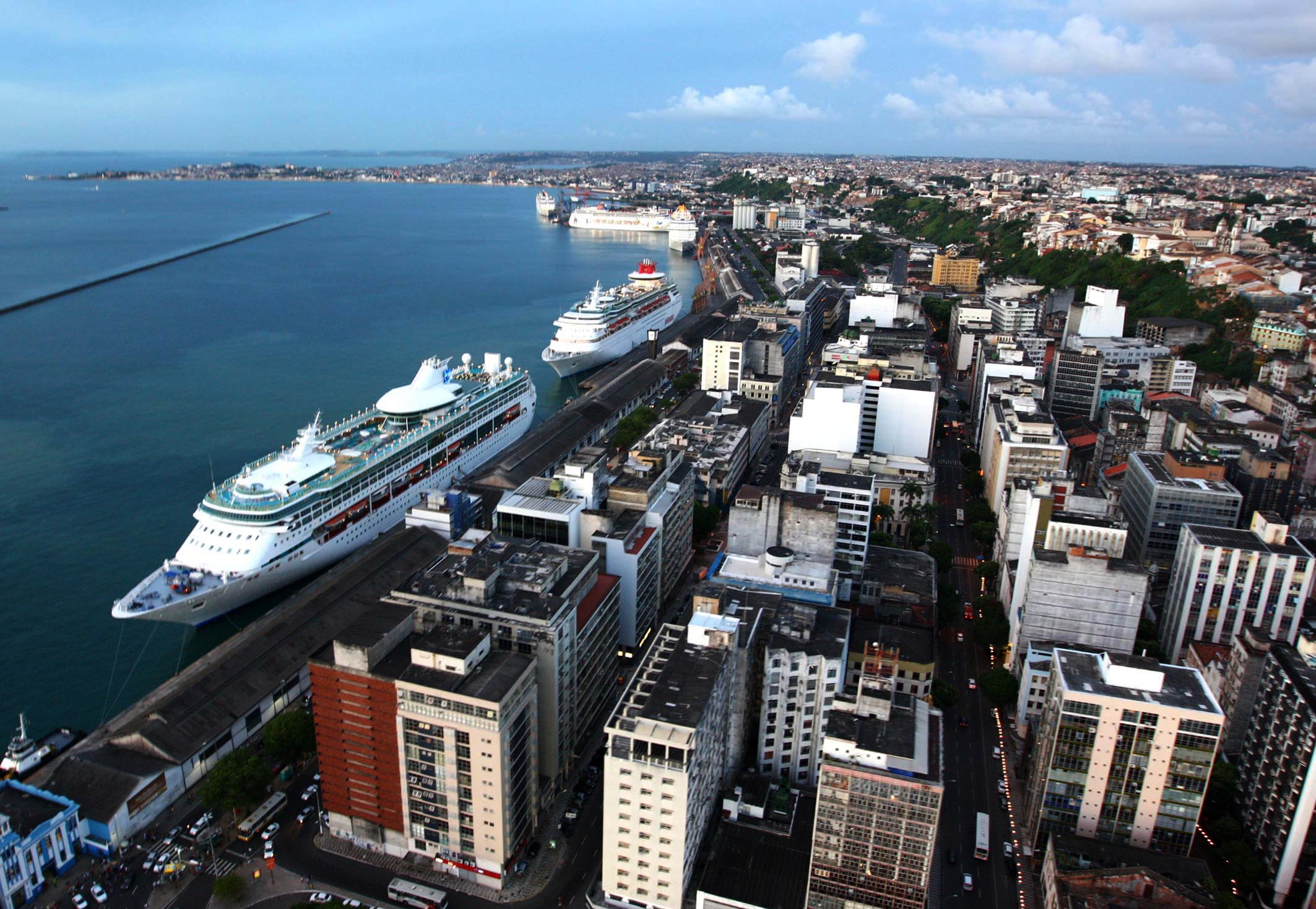
Salvador, capital do estado

A Região Metropolitana de Salvador (RMS) é a mais desenvolvida do estado da Bahia sendo adensada pela presença de suporte comercial e de serviços, sobretudo em Salvador, com infraestrutura diferenciada em relação às demais regiões da Bahia. A RMS possui um percentual extremamente elevado dos investimentos da indústria baiana, em função da representatividade do setor petroquímico e do novo vetor de expansão metal-mecânico.
Essa região concentra possibilidades de verticalização petroquímica e conta com projetos de implantação na área de alimentos (ração), têxtil (fiação de sisal) e construção civil (pré-moldados e painéis, alocados no segmento de extração mineral e beneficiamento). A implantação do projeto automotivo Amazon da Ford em Camaçari poderá ampliar o mercado da petroquímica estadual e estimular o segmento de transformação da petroquímica local desde que a montadora privilegie a formação da cadeia produtiva na Bahia. Além disso, deverá produzir grandes impactos sociais e econômicos na RMS.

### Região Extremo Sul

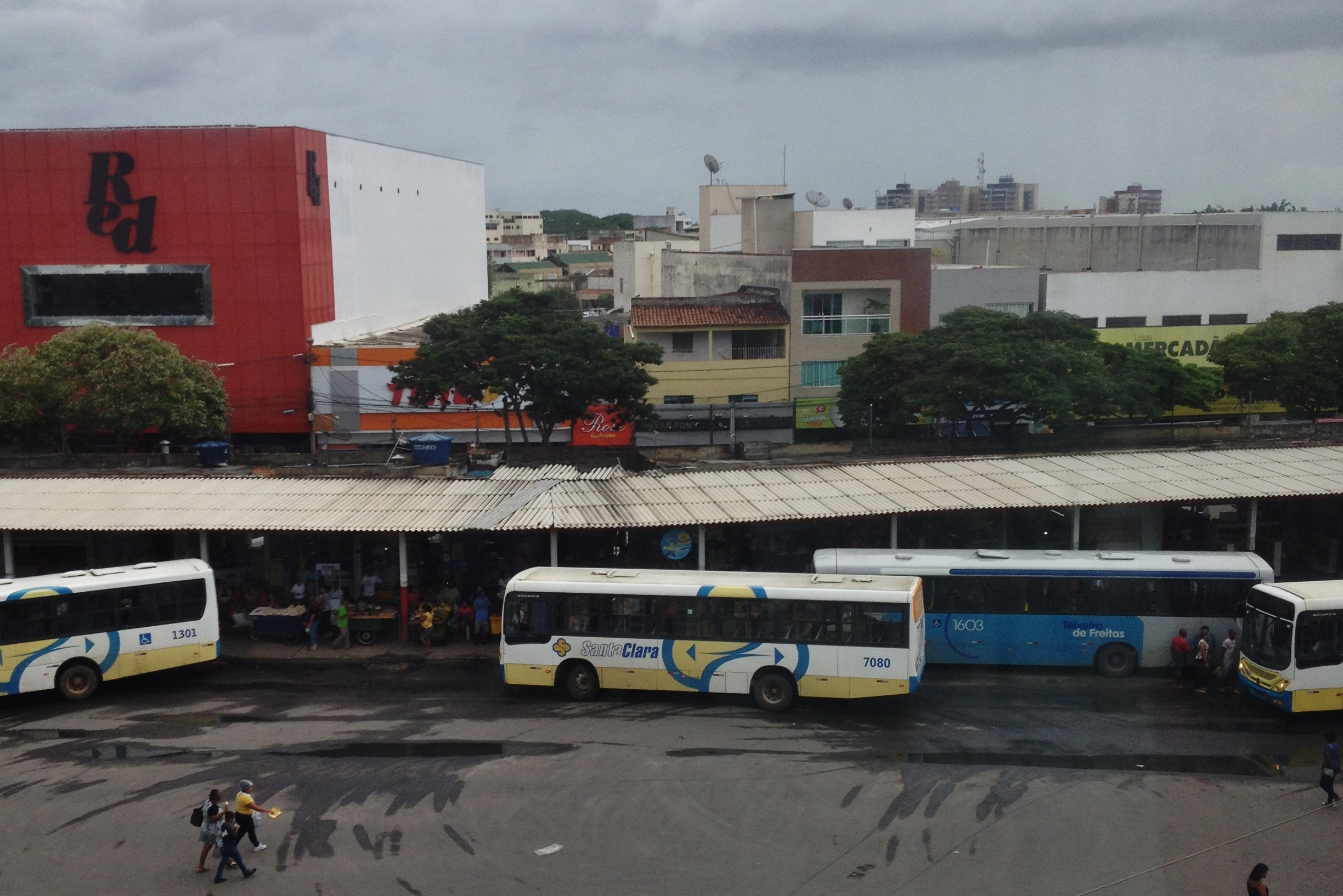
Teixeira de Freitas, principal cidade do extremo sul baiano.

O Extremo Sul é a segunda região de maior atração de investimentos da Bahia e nela está concentrada a produção de celulose do Estado. Beneficiando-se da montagem de nova infraestrutura para viabilizar a produção de celulose e o desenvolvimento do turismo, conta com investimentos de implantação de derivados da fruticultura (concentrados, néctares e geleias), vinculados ao setor mineral (mármores e granitos em Teixeira de Freitas) e ao segmento metal-mecânico (retífica e manutenção de máquinas em Mucuri), papel e celulose em Eunápolis. Entre os investimentos de ampliação, encontram-se projetos de grande porte alocados ao segmento madeireiro. No setor agropecuário, o Extremo-Sul possui aptidões diversas. Tem na pecuária bovina a utilização dominante, seguida do cultivo do mamão, cacau, café, coco-da-baía, abacaxi, melancia, mandioca e eucalipto. A silvicultura desempenha importante papel econômico na Região. Várias empresas atuam nesse segmento, orientadas para a produção de celulose e carvão de uso siderúrgico. Excluindo a produção de papel e celulose, essa região apresenta um baixo nível de industrialização. A fragilidade estrutural do sistema industrial é evidente, com uma concentração no segmento madeireiro (40,3% em 1992). A indústria mobiliária é de pequena expressão, com 49 estabelecimentos em 1992, mas representando apenas 6,4% no cômputo global. Estatísticas indicam que o estado da Bahia fabrica apenas 17% de sua demanda de móveis. São gêneros industriais emergentes os de alimentação, vestuário, calçados e artefatos de tecidos. Uma alternativa de agroindustrialização que vem sendo apontada para os tabuleiros costeiros do Extremo-Sul da Bahia é a da implantação de empreendimentos de grande, médio e pequeno portes voltados à produção de óleo de dendê. Considerado como fator relevante para a diversificação e fortalecimento da economia regional, o turismo apresenta grande perspectiva de expansão, principalmente nos municípios situados ao longo do litoral. No Extremo Sul, localiza-se o segundo mais importante polo turístico do Estado, a Costa do Descobrimento, dotada de infraestrutura hoteleira e de aeroporto, envolvendo além de Porto Seguro, Arraial d’Ajuda, Trancoso, Caraiva e os municípios de Santa Cruz Cabrália e Belmonte.

### Região Oeste

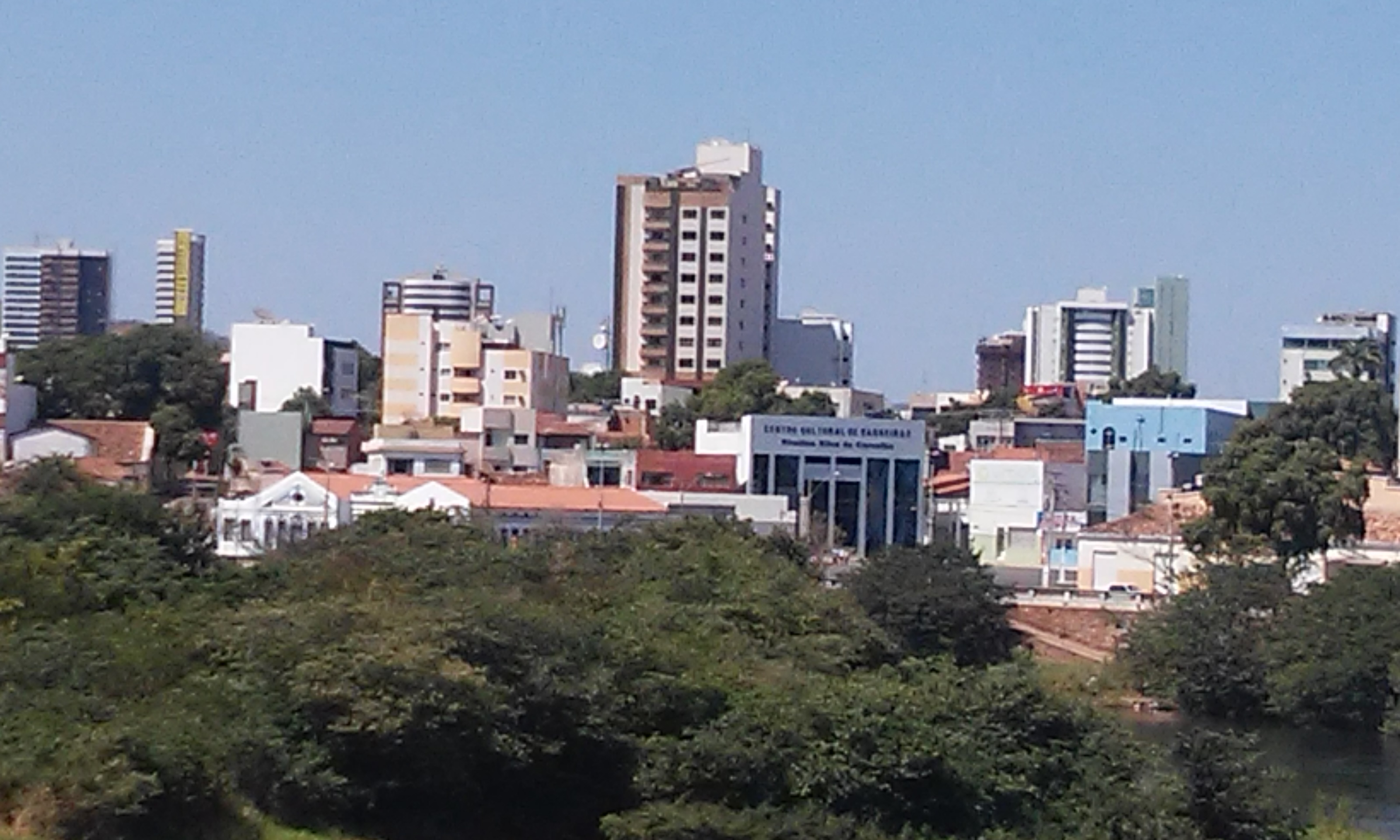
Barreiras, principal cidade do Oeste da Bahia.

A região Oeste tem Barreiras como seu principal município. É a principal região produtora de grãos da Bahia, além de diversificar suas atividades rumo à produção de frutas e café. Todos os investimentos previstos para essa região estão alocados no segmento alimentar, 90% deles vinculados à cadeia de produção grãos-carnes, enquanto o restante refere-se à produção de pescado devido ao rico manancial hidrográfico local.
Apesar de servida pelo curso navegável do Rio São Francisco e seus afluentes, a Região Oeste ficou isolada do resto do Estado e do País até o século XVIII, quando surgiram os primeiros povoados em decorrência da penetração da pecuária extensiva. Assim, a região permaneceu com uma base econômica frágil, apoiada na pecuária extensiva, na cana-de-açúcar e produtos de subsistência e com baixo nível tecnológico, até a segunda metade da década de 1960. Nessa época, com a construção das estradas interestaduais Brasília - Barreiras -Ibotirama, BR-020/242, e Barreiras - Piauí, BR-135, e de outras vias estaduais e municipais rompeu-se o isolamento regional.
A partir do final da década de 1970, com o grande fluxo de agricultores de regiões mais desenvolvidas do País, as práticas tradicionais das culturas de subsistência começaram a ser substituídas por atividades produtivas mais dinâmicas e mais exigentes em termos tecnológicos e gerenciais, destacando-se a pecuária bovina, baseada em pastos cultivados e manejo mais racional dos rebanhos; os reflorestamentos apoiados por incentivos fiscais; a implantação de projetos agroindustriais e o início do cultivo da soja na área do cerrado.
Barreiras, que já ostentava a posição de centro emergente, continuou a desempenhar o papel de principal centro econômico do Oeste. Nesse processo, Santa Maria da Vitória, tornou-se, ao lado de Barreiras, uma das cidades de maior concentração de imigrantes. O desenvolvimento da produção de grãos e da agricultura irrigada, com tendência à especialização na fruticultura, definiram um novo quadro para a Região Oeste. Os impactos das novas atividades inseridas na região provocaram um reordenamento das relações sociais locais, ensejando um maior poder aquisitivo e diferente padrão cultural para alguns segmentos, possibilitando acesso aos meios de consumo e concorrendo para a ampliação e diversificação da demanda nas cidades. As oligarquias regionais se desarticularam, embora as atividades tradicionais permanecessem ficando subordinadas a um novo padrão de desenvolvimento regional. A fase mais dinâmica de reestruturação da economia da Região Oeste, do final da década de 1970 até meados da década de 1980, se desenrolou sem a participação do governo do Estado e sob o comando de grupos de fora, que chegaram à Região e difundiram relações sociais, técnicas de produção e de circulação tipicamente capitalistas, alterando o cenário socioeconômico existente. Esse processo, centrado principalmente na produção comercial, foi praticado sob consideráveis inversões privadas e padrões tecnológicos e organizacionais inteiramente novos para a região, onde o uso de modernos insumos agrícolas e de práticas de irrigação implicava numa intensa utilização de capital e tecnologia, baixo uso de mão de obra permanente e redução progressiva de mão de obra sazonal, na medida em que avançava a mecanização da lavoura.
A introdução da produção de soja no cerrado propiciou a integração da região na divisão inter-regional de expansão da agricultura nacional, estabelecendo laços econômicos com a rede de comercialização dos produtos, insumos e máquinas, criando novas relações sociais nos fluxos migratórios macro-regionais e nacionais. Também, a CODEVASF exerceu importante papel na introdução da tecnologia de irrigação na região dos cerrados através do perímetro de irrigação São Desidério / Barreiras Sul. As potencialidades econômicas e naturais dessa área têm atraído investimentos empresariais, principalmente na instalação de projetos de irrigação, no desenvolvimento de uma pecuária em escala econômica e na produção de grãos, apoiados na estrutura agro-industrial das cooperativas, que permite alcançar os mercados externos. Conquanto a Região Oeste seja deficiente em infraestrutura econômica e social, os empreendimentos são pioneiros, audaciosos e inovadores. O otimismo domina a Região Oeste, que já é a mais moderna e desenvolvida da Bahia em termos agrícolas. O efeito desse progresso se materializa no grande número de núcleos urbanos surgidos nos últimos 20 anos e que se diferenciam qualitativamente dos antigos povoados da Região Oeste e vêm definir uma nova dinâmica da rede urbana regional. Na Sub-região dos Cerrados, Barreiras reafirma-se como polo regional, seguido por Correntina e Formosa do Rio Preto e como novos núcleos populacionais destacam-se Luís Eduardo Magalhães, distrito de Rosário (Correntina), Roda Velha e Balsas.
O transporte fluvial pode desempenhar importante papel em integração com o transporte rodoviário na economia da Região Oeste. A aglomeração industrial de minério (magnésio e calcário) no município de Santa Maria da Vitória também é de grande importância para a economia regional. A expansão econômica da Região Oeste no futuro requer que sejam realizados grandes investimentos na área de infraestrutura, particularmente de energia e transporte fluvial, em sistemas de irrigação e agroindústrias.[carece de fontes?]

### Região Serra Geral

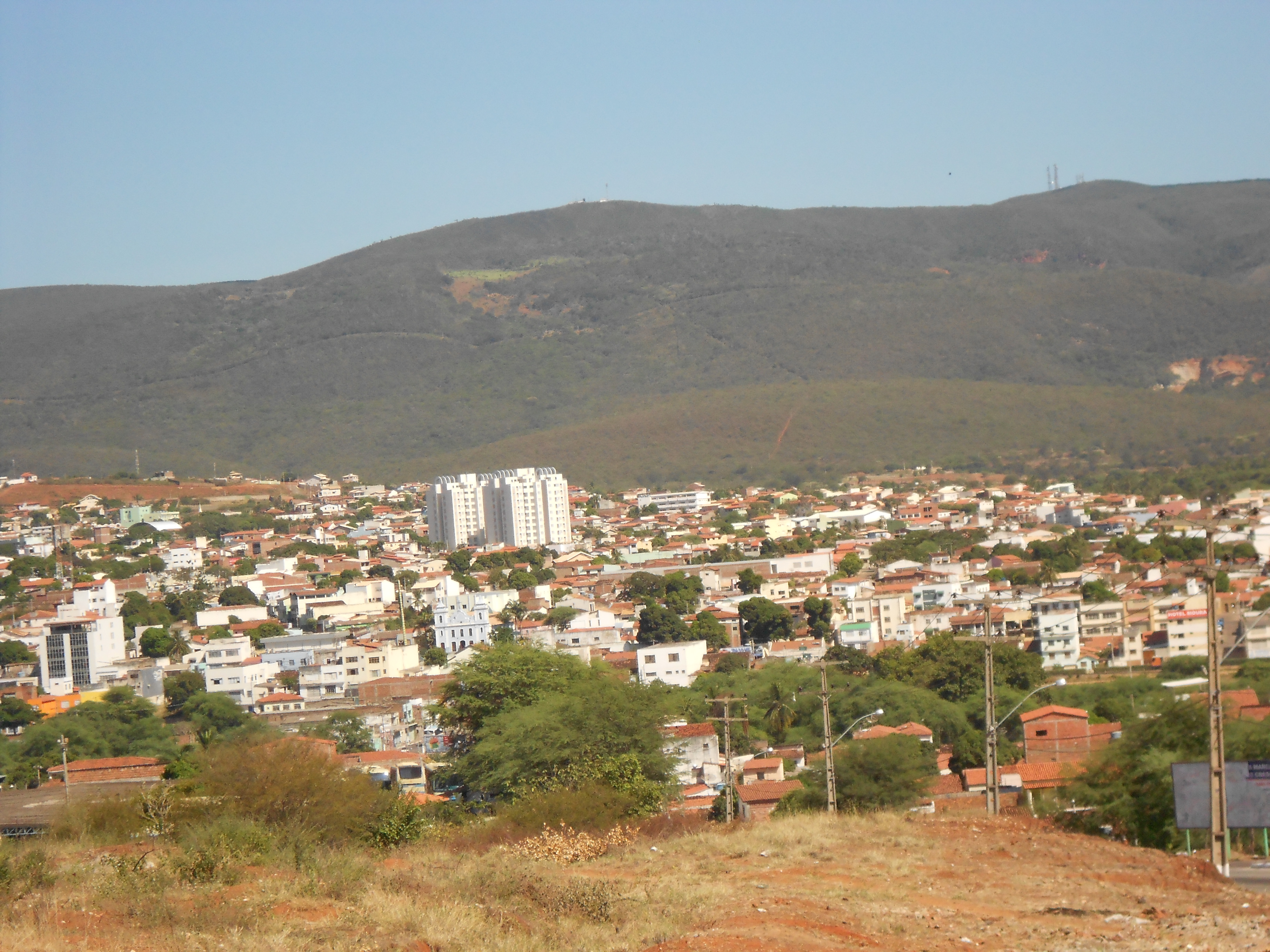
Vista da cidade de Brumado, principal produtor de magnesita no Brasil e segundo maior produtor de talco.

Abrangendo os municípios de Brumado, Guanambi , Caetité e Caculé, dentre outros. Sua agricultura baseia-se fundamentalmente no algodão e sua principal atividade é a mineração: (magnesita e óxido de magnésio (ou talco) em Brumado, extração de urânio em Caetité e Lagoa Real e de ametistas, em Licínio de Almeida e, também, em Caetité. Hoje, Guanambi é o principal polo de desenvolvimento da região, contando com uma população estimada em 2013 de cerca de 85.000 habitantes. Outro fator de grande desenvolvimento econômico dessa região é a implantação do parque eólico, cuja energia é gerada através dos ventos, considerado como o maior parque eólico do América Latina, dando a Guanambi, o título de capital mundial dos ventos. Quase todos os investimentos previstos para essa região destinam-se ao segmento mineral e geração de energia eólica, além do segmento de agricultura e pecuária com a implantação do perímetro irrigado do Vale do Iuiú.[carece de fontes?]

### Região Litoral Norte
A região conta com uma base produtiva diversificada, destacando-se a exploração de petróleo e a fruticultura (laranja e coco-da-baía). A região dispõe de algumas aglomerações industriais que se localizam em Alagoinhas (Distrito Industrial de Sauípe), Pojuca (metalurgia de ferroligas), Entre Rios, Esplanada (Exploração de petróleo) e Mata de São João (laticínios) e no município de Conde (fibras de coco). Há, também, atividades de beneficiamento de madeira derivadas do distrito florestal existente na região. Com a construção da Linha Verde, estrada litorânea que atravessa a região, está havendo grande impulso ao turismo. O Litoral Norte conta, também, com investimentos no segmento de bebidas e revestimentos cerâmicos, ambos localizados em Alagoinhas, maior polo industrial da região.

### Região Sudoeste

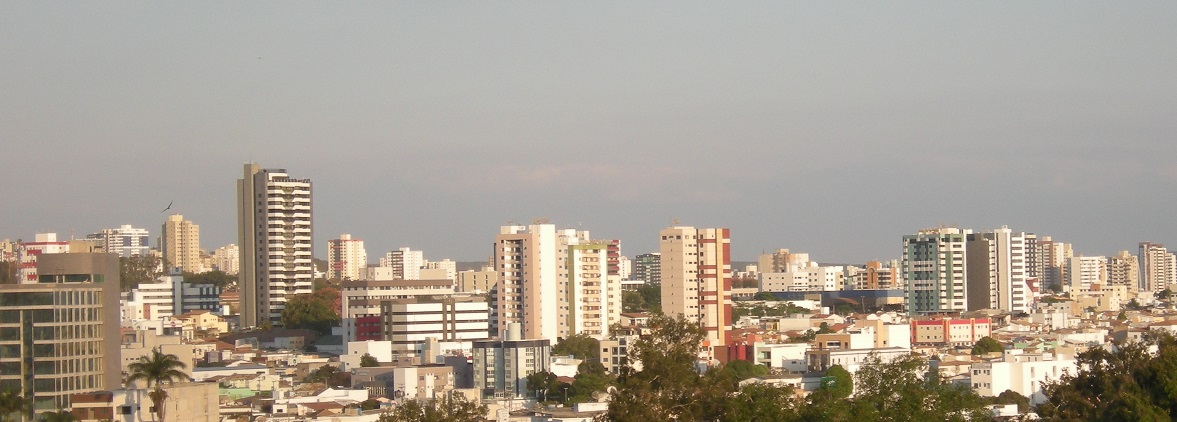
Vitória da Conquista, terceira maior cidade da Bahia e a mais importante de todo o sudoeste do estado.

Abrange os municípios de Vitória da Conquista, Jequié e Itapetinga, dentre outros. Suas principais atividades econômicas são a pecuária, principalmente em Itapetinga, a cafeicultura em Vitória da Conquista, a indústria de transformação nessa cidade e em Jequié e o comércio e os serviços especialmente em Vitória da Conquista e Jequié. A região Sudoeste apresenta, também, um elevado crescimento na produção de carnes devido ao seu expressivo rebanho bovino e ao desenvolvimento da avicultura e suinocultura. Ela se destaca, também, na produção de leite na bacia do rio Pardo, café nos municípios de Vitória da Conquista, Barra do Choça e Planalto e hortifrutícolas em Jaguaquara e seu entorno. Em Jequié se localizam algumas indústrias alimentares e um importante polo têxtil.[carece de fontes?] Na mineração destaca-se Brumado, que entre as minas de magnesita a céu aberto em todo o mundo, possui a terceira maior, como também é o o maior produtor deste minério no Brasil, além de também ser o segundo produtor de talco no País.
A cidade de Vitória da Conquista, a terceira do estado, ficando atrás de Salvador e Feira de Santana, concentra nessa zona a maior parte dos investimentos gerados nessa região exercendo um importante papel de centro regional, industrial, comercial e de serviços. Localiza-se estrategicamente ao longo da BR-116 por onde passa grande parte de mercadorias que circulam entre o Sudeste e o Nordeste do Brasil. O peso econômico de Vitória da Conquista associado à sua localização privilegiada como principal entreposto comercial dessa região, faz com que se credencie a liderar o processo de desenvolvimento de sua área de influência.
A localização estratégica de Vitória da Conquista lhe credencia a implantar indústrias de transformação para o atendimento de mercados local, regional e nacional e a desenvolver atividades comerciais de maior porte para o mercado regional. A cafeicultura e a agroindústria a ela associada, a pecuária bovina semi-intensiva associada à industrialização de seus produtos e subprodutos e a mineração devem merecer a máxima prioridade.

### Região Litoral Sul

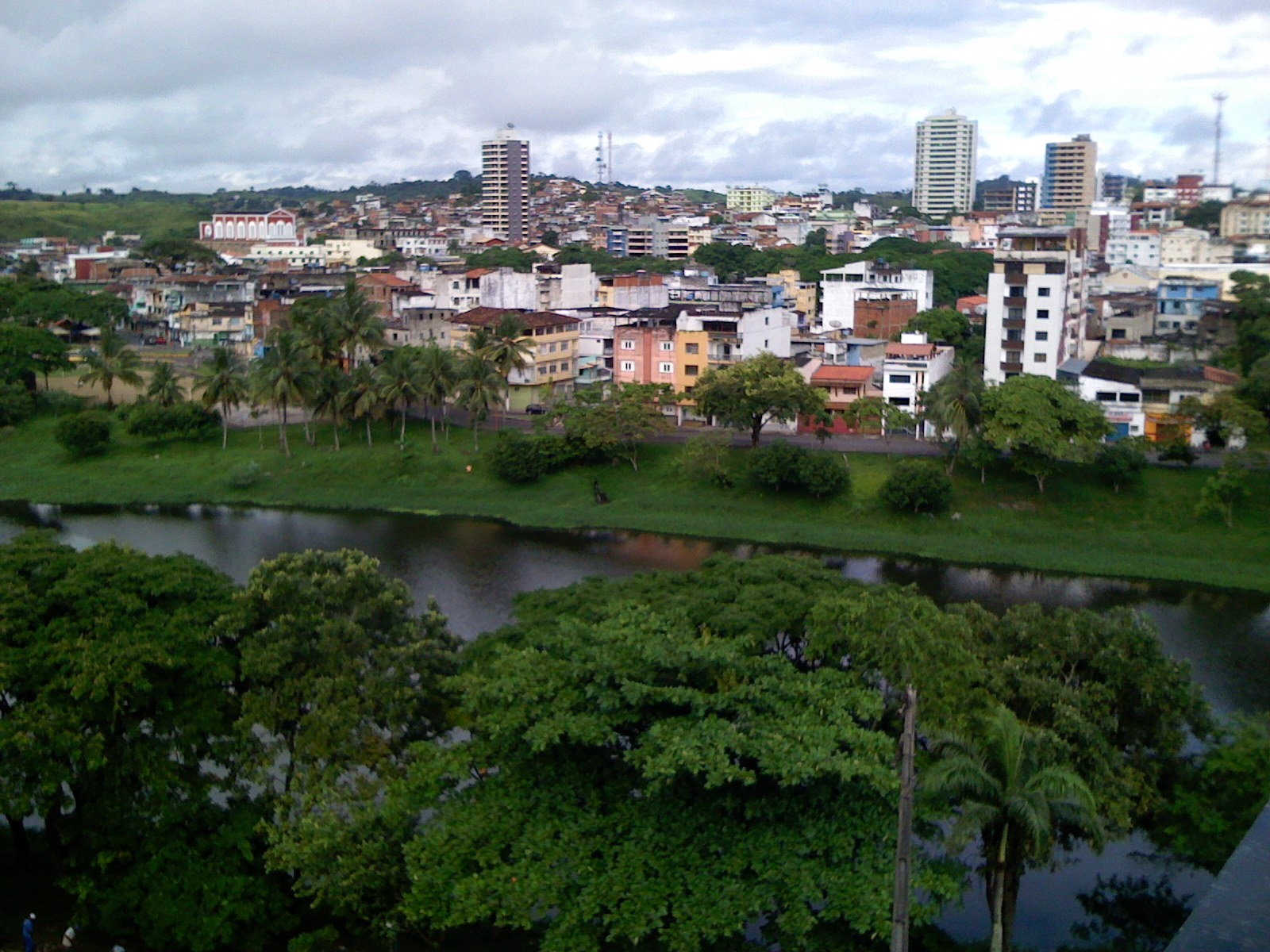
Itabuna, importante centro urbano

A Região Litoral Sul está subdividida em duas partes denominada de subárea, uma subárea que abarca região cacaueira e a outra dos municípios do litoral sul do estado.
A Região tem como municípios mais representativos Ilhéus e Itabuna. Contempla grande variedade de atividades produtivas sendo as principais o cacau e a pecuária bovina. Até a década de 1970, a participação da cacauicultura no PIB baiano era bastante significativa gerando, em consequência, uma grande dependência da economia da Bahia em relação à sua produção. A queda vertiginosa do preço do cacau no mercado internacional e a perda da competitividade do cacau produzido na Bahia nos últimos 20 anos fizeram com que se instalasse uma crise sem precedentes na Região Litoral Sul da Bahia.
Na superação dessa crise visualizaram-se três alternativas de solução: renovação dos cacauais, expansão da fronteira agrícola e diversificação da produção. A tentativa identificada como prioritária foi a de renovação dos cacauais decadentes de baixa produtividade que, no entanto, não produziu os resultados almejados e cujo fracasso foi atribuído a deficiências das práticas agronômicas e às características socioculturais dos agricultores, pouco abertos às inovações.
A expansão da fronteira agrícola, que constituía parte da estratégia de aumento da produção, ocorreu, todavia, em solos pobres, onde os custos de produção tornaram a cultura praticamente inviável. O Plano de Diversificação da Lavoura Cacaueira, envolvendo culturas destinadas aos mercados nacional e internacional, foi a mais importante tentativa de mitigar os efeitos estruturais da crise e reduzir a dependência da região em relação à monocultura do cacau mediante a implantação de um sistema de produção orientado para a agroindústria. A presença da CEPLAC garantiria a consistência econômica e técnica necessária a implantação de um moderno sistema de produção que, pelas suas características de complementaridade, beneficiaria a própria cacauicultura, tanto pelo efeito demonstração como pela geração de renda.
A crise da cacauicultura atingiu o clímax com o advento da “vassoura-de-bruxa” que dizimou praticamente suas áreas de produção de forma vertiginosa. Do ponto de vista econômico, a dependência histórica da região em relação à monocultura do cacau, as tentativas sem sucesso de redução dessa dependência e a concentração da economia no eixo Ilhéus - Itabuna condicionou o desenvolvimento dos outros setores da economia da região em um patamar muito aquém do que seria previsível dado o grande volume de capital gerado com a lavoura.

#### Subárea Cacaueira
A subárea Cacaueira detém a grande concentração da lavoura cacaueira, respondendo, em 1993, por cerca de 84% da área colhida e 84,5% do volume da produção regional. Em meio aos cacauais, distribuem-se outros cultivos permanentes e temporários como banana, citrus, coco-da-baía, cana-de-açúcar e mandioca que, apesar de ocuparem áreas pouco significativas, contribuem, juntamente com a bovinocultura, para a ampliação da renda do produtor.
A debilidade do setor industrial nessa subárea é atribuída aos efeitos de uma economia agrária baseada na monocultura voltada para a exportação e à consequente formação de um segmento empresarial não afeito às necessidades de mudanças. A partir de 1960, com a adoção de incentivos fiscais e financeiros para o desenvolvimento de atividades privadas na Região Nordeste do Brasil, configura-se o sistema industrial regional, com a criação dos distritos industriais de Itabuna, Ilhéus e Itabela. Em 1992, os distritos de Ilhéus e Itabuna participavam com 25,7% das unidades instaladas em distritos industriais no Estado e o eixo Itabuna / Ilhéus concentrava 53,5% das unidades industriais da subárea. A produção industrial concentra-se nas áreas de alimentos, madeira, minerais não metálicos e eletroeletrônicas. Como inserção industrial mais recente, deve-se mencionar os investimentos para criar em Ilhéus um polo de equipamentos eletrônicos, para o qual estão sendo atraídas indústrias montadoras, principalmente de computadores e televisores. É exatamente no complexo eletroeletrônico que a região encontra maiores perspectivas de expansão industrial.

#### Subárea Baixo Sul
Tem Valença como seu município-polo. A subárea do Baixo Sul apresenta uma base produtiva agrícola bastante diversificada, onde se destacam os cultivos perenes como cravo da índia, cacau, guaraná, seringueira, pimenta do reino, coco-da-baía, dendê, banana, laranja e café que, em conjunto, representavam 87,3% do total da área plantada na subárea em 1993. Entre as lavouras temporárias, a mandioca constitui a principal exploração, participando com 23,3% do total da área e 22,2% do volume de produção regional.
O setor industrial apresenta uma produção orientada para o mercado local e regional, concentração espacial, baixo nível tecnológico e escala reduzida. As unidades industriais concentram-se nos municípios de Valença, Camamu e Ituberá, representando 84,8% do total. Dos 15 gêneros industriais presentes na subárea, três concentram 57,8% dos estabelecimentos: madeira 23,8%, alimentos 23,0%, e minerais não metálicos 11,0%. A metalurgia corresponde a 6,8% e o setor mobiliário e produtos químicos e perfumaria totalizam 1,7%.

### Região Médio São Francisco
Tem Bom Jesus da Lapa como seu principal polo de desenvolvimento. Em Bom Jesus da Lapa está havendo a expansão na produção de frutas e hortícolas irrigadas com a mais moderna tecnologia, existem agroindústrias de conservas para exportação e um conjunto de perímetros irrigados de porte. Nessa região vem sendo incorporado um novo modo de exploração econômica aos sistemas produtivos das culturas tradicionais vigentes, orientado para a agroindústria e para a introdução da tecnologia de irrigação na produção de alimentos. Com efeito, ganham significado na sua base econômica as culturas tradicionais de cana-de-açúcar, mandioca, milho, feijão e arroz e, em especial, a pecuária bovina extensiva. A CODEVASF vem exercendo uma influência decisiva no processo de ocupação do espaço regional com a implantação de projetos de irrigação pública. Os investimentos realizados pela CODEVASF, em obras de infraestrutura hídrica na região vêm atraindo empresários do sul do país para a instalação de projetos de irrigação, pois desembolsam apenas recursos nas inversões das parcelas ou lotes. Para desenvolver o Médio São Francisco, deve-se contemplar iniciativas que contribuam para elevar os investimentos em agricultura irrigada e agroindústrias a ela associadas, a articulação do Médio e Baixo Médio São Francisco ao Oeste da Bahia com a implantação de uma infraestrutura de transporte hidroviário e o desenvolvimento do turismo e da pesca.

### Região Baixo Médio São Francisco

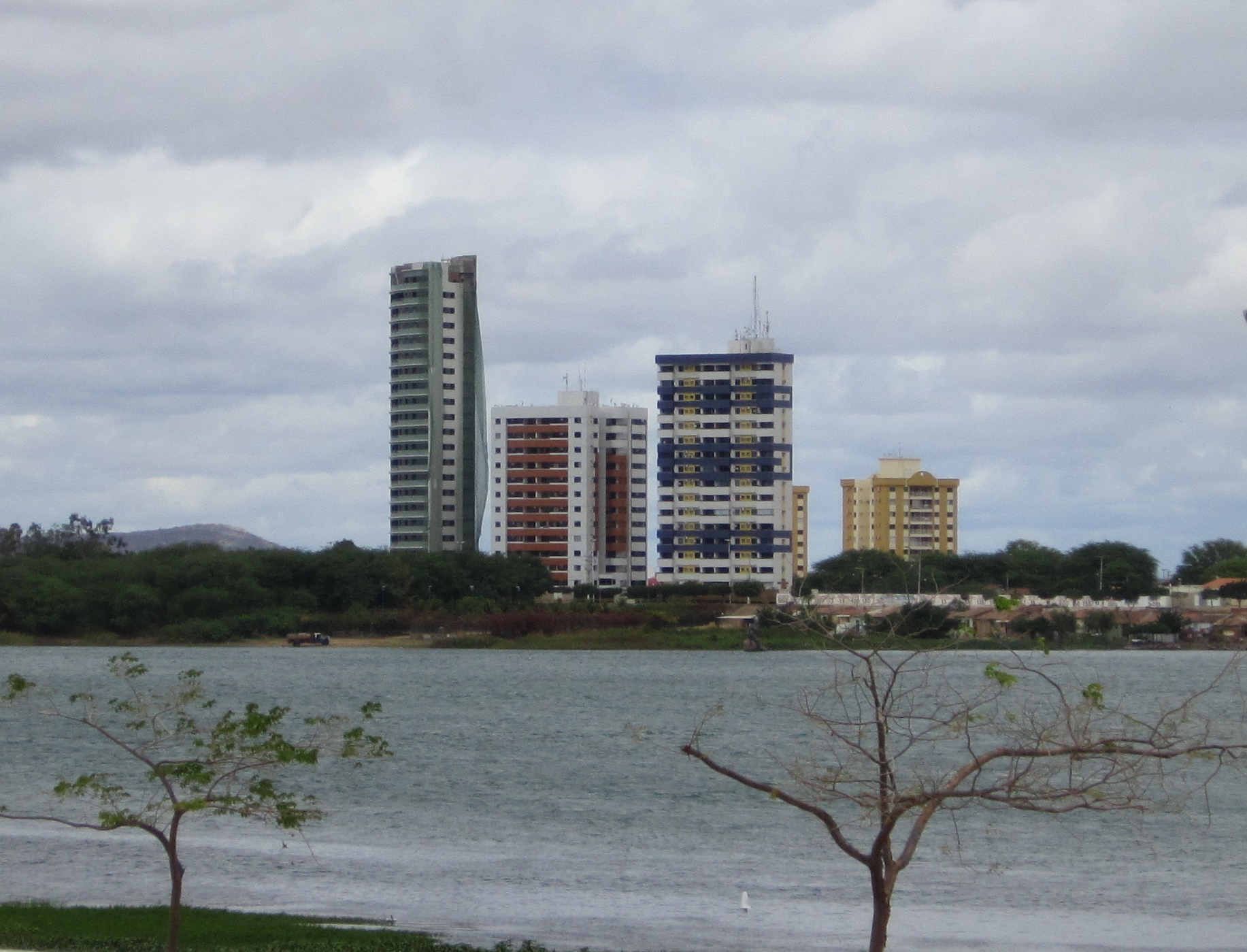
Juazeiro, maior e mais importante cidade do Vale do São Francisco no território baiano

Tem Juazeiro como seu principal polo de desenvolvimento. Suas principais atividades econômicas dizem respeito à agricultura irrigada, ao comércio e aos serviços. As indústrias nela instaladas, especialmente na cidade de Juazeiro, são bastante incipientes. Foi a partir da implantação da barragem de Sobradinho que os maiores investimentos de porte baseados em tecnologia moderna foram atraídos para a região de Juazeiro. A CODEVASF vem exercendo uma influência decisiva no processo de ocupação do espaço regional com a implantação de projetos de irrigação pública. Os investimentos realizados pela CODEVASF em obras de infraestrutura hídrica na região vêm atraindo empresários do sul do país para a instalação de projetos de irrigação, pois desembolsam apenas recursos nas inversões das parcelas ou lotes.
É no Baixo Médio São Francisco que se localiza a região mais modernizada e diversificada de toda a Bahia na produção de frutas para exportação com base na irrigação. A articulação da agricultura irrigada com atividades agroindustriais poderá ser um fator para viabilizar novos investimentos na região e produzir amplos efeitos econômicos. A localização de Juazeiro no trecho navegável do rio São Francisco que articula as regiões produtoras do Oeste, Médio e Baixo Médio São Francisco da Bahia pode favorecer a implantação de uma infraestrutura de transporte hidroviário que, além de possibilitar maior integração entre essas regiões, contribuiria para o desenvolvimento do turismo. Por sua vez, o lago de Sobradinho poderia ser melhor utilizado tanto para o turismo quanto para a atividade pesqueira. Juazeiro se destaca, também, por estar na rota de mercadorias e serviços oriundos do Sudeste brasileiro e de várias regiões da Bahia para o Nordeste, e vice-versa.

### Região Irecê
Essa região tem em Irecê seu polo de desenvolvimento. Sua atividade econômica principal é a cultura do feijão de que é a maior produtora da Bahia. Recentemente, essa região vem incrementando a horticultura e a produção de frutas com sistemas produtivos modernos. Essa região praticamente não se articula com as demais do Semiárido. Sua principal articulação é com a Macrorregião de Salvador. Sua proximidade com o vale do rio São Francisco tem contribuído para atrair novos investimentos em complexos agroindustriais como o projeto Codeverde. Na medida em que novos investimentos dessa natureza ocorram na área, o polo de Irecê poderá se articular com os de Juazeiro no Baixo Médio São Francisco e Barreiras no Oeste.

### Região Chapada Diamantina
Tem a cidade de Seabra como seu polo administrativo - possuindo essa cidade uma vasta gama de órgãos de escala federal e estadual. A região tem como uma de suas atividades econômicas principais o turismo, explorado em diversos municípios, destacadamente os municípios de Lençóis, Mucugê e Rio de Contas; e o agronegócio (altamente mecanizado) localizado nos municípios de Mucugê, Ibicoara (região do distrito de Cascavel e do povoado de Capão da Volta) e partes do município de Barra da Estiva.

### Região Recôncavo Sul
O Recôncavo Sul é uma das mais antigas regiões do Estado da Bahia que está a exigir uma efetiva ação governamental no sentido de integrá-la com efetividade ao processo de desenvolvimento do Estado. Suas principais cidades são Santo Amaro, Cachoeira, São Félix, Nazaré, Santo Antônio de Jesus, Amargosa e Cruz das Almas. Não estão previstos novos investimentos nessa região.

### Região Piemonte da Diamantina
É uma das mais pobres e com uma taxa relativamente menor o grau de urbanização da Bahia. Todos os investimentos previstos para essa região dizem respeito ao complexo mineral (cimento em Campo Formoso, cobre em Jaguarari e ouro em Jacobina). Além da mineração, que inclui o garimpo de esmeraldas na região de Pindobaçu, no povoado da Serra da Carnaíba, a região possui uma importante atividade pecuária com a criação de bovinos, ovinos e caprinos com grande potencial de crescimento. Outra atividade importante diz respeito à produção de sisal.

### Região Paraguaçu

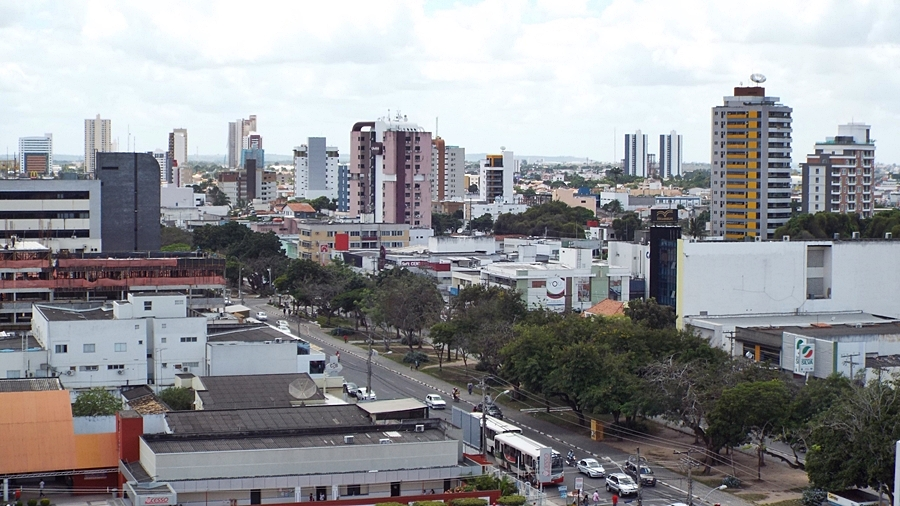
Feira de Santana, maior e mais importante cidade do interior do Nordeste brasileiro.

Essa região tem Feira de Santana como seu município mais desenvolvido. A cidade é a segunda maior concentração urbana do Estado, sendo a maior do interior do norte e nordeste e a sexta maior do interior brasileiro, possui o Centro Industrial do Subaé e está prestes a receber um novo centro industrial, pois o citado anteriormente não comporta mais o número de indústrias que querem instalar-se na cidade. Além de um novo centro industrial, a cidade receberá também um novo centro comercial, a conclusão das obras do centro de convenções com teatro, a implantação do polo de logística, onde atenderá a demanda de todo o Norte e Nordeste do país, além de outras regiões do mesmo. O aeroporto da cidade também passa por um processo de ampliação e modernização, prometendo ser o maior aeroporto do interior do estado, realizando o transporte de passageiros e de cargas e podendo futuramente se tornar Internacional. O município de Feira de Santana também conta com boa infraestrutura e concentra todos os investimentos de ampliação e implantação anunciados para a região que tem, atualmente, como principais suportes econômicos, o comércio, os serviços e a indústria de transformação, especialmente na cidade de Feira de Santana, a pecuária e a mineração. Feira de Santana exerce papel proeminente na região pelo fato de possuir importantes economias de aglomeração e se constituir em um entroncamento por onde circulam mercadorias oriundas do Sul/Sudeste do Brasil para o Nordeste e vice-versa e das várias regiões do próprio Estado. Por estar localizada num dos principais entroncamentos rodoviários do país, o município se credencia a atuar como locus privilegiado à implantação de estruturas de serviços e indústrias voltadas para o atendimento de mercados mais amplos, regional e nacional e outras características de crescimento como a oficialização da primeira região metropolitana no interior do estado, a Região Metropolitana de Feira de Santana (RMFS). Dentro da divisão regional do REGIC - Regiões de Influência das Cidades, constituída em regiões funcionais urbanas, publicadas pelo IBGE em 1987 e 2003, Feira de Santana é classificada como capital regional, abrangendo 96 municípios com população de 3.035.969, representando: 20,72% do total de habitantes do Estado da Bahia (contagem da população e estimativa de 2007 do IBGE), 23,02% dos municípios do estado, 27,88% da área territorial do Estado.

### Região Nordeste
Paulo Afonso é seu principal polo de desenvolvimento. Sua atividade econômica principal é a agropecuária e a produção de energia elétrica. Potencialmente, a região de Paulo Afonso pode explorar, do ponto de vista turístico, a vantagem de se encontrar em seu território o complexo hidrelétrico que vai de Paulo Afonso a Xingó. Essa região apresenta como seu principal problema a existência de déficit hídrico em algumas de suas áreas.

#### Território do Sisal
O Território do Sisal, ou Região Sisaleira, é uma região de semiárido no nordeste de estado, onde predominam a cultura do sisal, a agricultura de subsistência e a pecuária extensiva. Possui também um potencial turístico pouco explorado e tradições culturais únicas. A região é formada por 25 municípios, sendo os maiores Valente, Santaluz, São Domingos e Conceição do Coité.